# 鄭鎮東
鄭 鎮東（チョン・ジンドン、朝鮮語: 정진동/鄭鎭東、1910年3月24日または3月25日 - 1999年10月7日）は、日本統治時代の朝鮮および大韓民国の官僚、実業家、弁護士、政治家。日本統治時代の英陽郡・栄州郡郡守、第6・7代韓国国会議員を歴任した。
本貫は東萊鄭氏。号は栢庵。元財政経済部長官の李揆成は娘婿。

## 経歴
慶北醴泉出身。京城第2公立高等普通学校を経て、1934年に京城帝大法科卒。1936年、日本高等文官試験行政科合格。1941年以降は英陽郡守、栄州郡守、1943年に忠北道鉱工課長を務めた。解放後の1949年より臨時管財総局管理局長、制憲国会から第3代国会までの国会専門委員などを務め、1954年に弁護士を開業した。その後は北三化学工業株式会社社長、韓国新生活常任取締役、民主党政権の交通部事務次官、民主共和党慶北第19地区党委員長・中央常任委員、第7代国会交通逓信委員長を務めた。
1999年10月7日、持病により死去。89歳没。